# Le Palacium

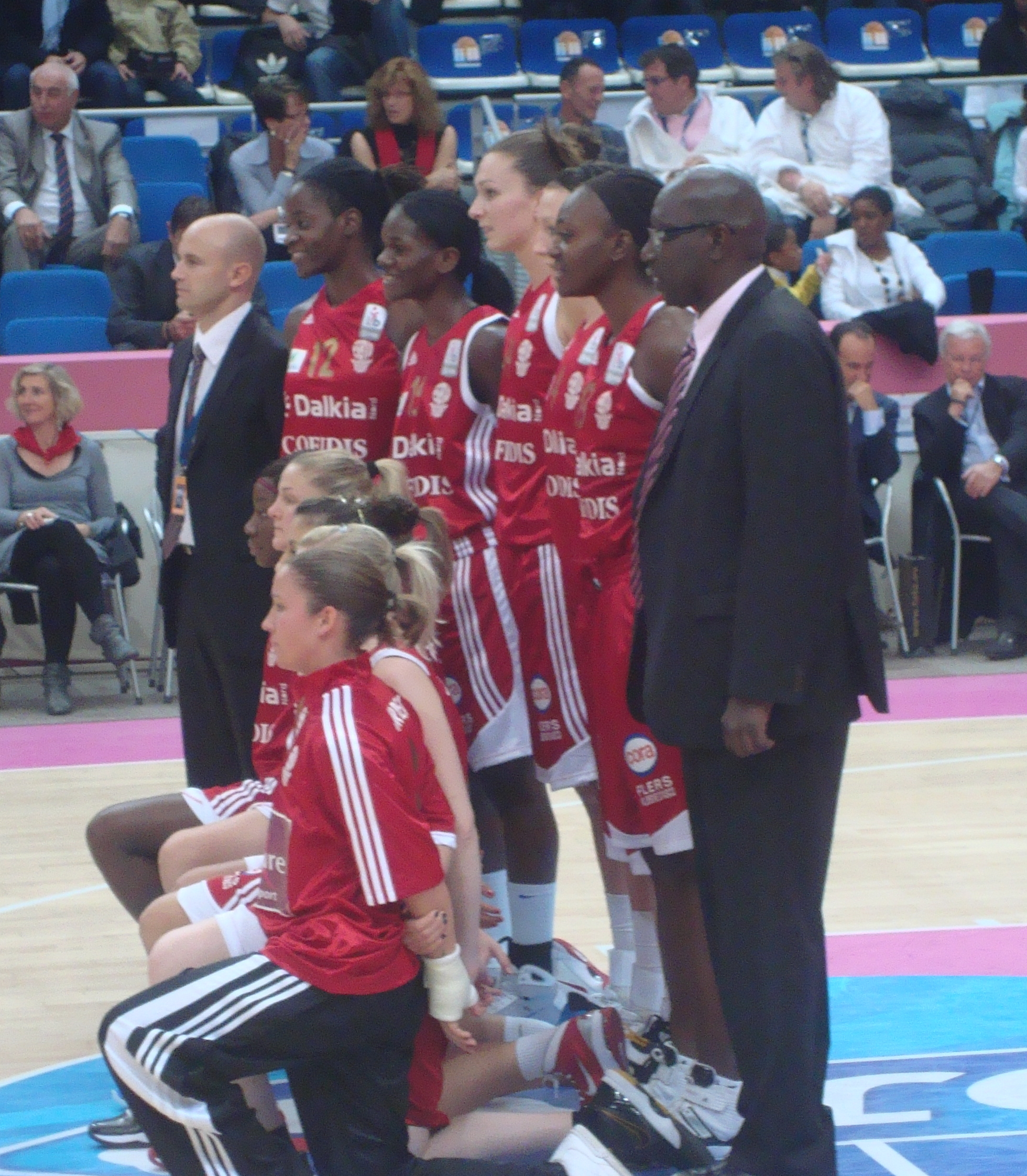
L'ESBVA en octobre 2010.

Le Palacium est un gymnase omnisports de Villeneuve-d'Ascq. C'est l'antre du club Villeneuve-d’Ascq qui joue en Ligue féminine de basket.
La salle est équipée pour recevoir des personnes à mobilité réduite.
Le Palacium a été inauguré en février 2002.
Après des rénovations s'étalant sur plus d'un an, Le Palacium rouvre en janvier 2021 toutefois sans supporters en raison de la crise sanitaire de Covid-19. Ces rénovations porte la capacité de la salle à 2 300 places, anciennement de 1 750 places , grâce, notamment, à l'installation de virages.

## Description technique
- Une salle omnisports de 1 232 m2 d’une capacité de 2 300 spectateurs[3] ;
- Une salle de danse ;
- Une salle de gymnastique,
- Une salle de musculation.

## Événements marquants
En plus d'accueillir les matches dans lesquels le club villeneuvois est impliqué, de nombreux événements importants ont eu lieu au Palacium :
Concernant le basket-ball :
- All-Star Game LFB 2002
- Tournoi de la Fédération 2006.
- Championnat d'Europe féminin de basket-fauteuil 2005
- 30 août 2008 : France-Croatie (victoire 75-50) (match qualificatif pour l'Euro 2009)
- 9 septembre 2010 : France-Canada (victoire 65-44) (préparation au Mondial)
- 10 septembre 2010 : France-Biélorussie (58-64) (préparation au Mondial)
- 11 septembre 2010 : France-Japon (71-64) (préparation au Mondial)
- 20 juillet 2012 : France-Brésil (67-57) (préparation des Jeux Olympiques)
- 22 juillet 2012 : France-Australie (64-58) (préparation des Jeux Olympiques)

En avril 2019, le club et la ville officialisent l'extension de la salle pour porter sa capacité de 1 750 à 2 174 spectateurs. Les travaux devraient débuter en septembre 2019 pour s’achever en octobre 2020. De septembre 2019-mai 2020, il doit être procédé aux travaux extérieurs et agrandissements, puis de juin à octobre 2020 aux travaux intérieurs. Seules les tribunes supérieures seront en béton, celle du premier niveau étant rétractables de façon à pouvoir adapter la salle à d'autres pratiques. L'investissement de 5 millions d'euros est porté par la Ville pour 3 millions, le Conseil régional des Hauts-de-France et la Métropole européenne de Lille pour un million chacun.
Concernant le volleyball :
- 30 mai 2009 : France-Brésil 0-3
- 4 septembre 2011 : France-Turquie 3-2

Autres sports :
- 16 et 17 mars 2013 : Championnats régionaux de gymnastique rythmique et sportive (700 participants)[4]
- les 4,5 et 6 avril 2014 : Tournoi de qualification aux championnats d'Europe de handball junior entre la France, l'Ukraine, la Russie et la Biélorussie. Le tournoi a été remporté par la France, vainqueur de ses 3 matchs, devant la Biélorussie, également qualifiés pour les championnats d'Europe de handball junior 2014 qui se disputent en Autriche du 24/07 au 03/08.